# Мариковский, Павел Иустинович
Павел Иустинович Мариковский (28 июля 1912, станция Вяземская, Амурская область, Российская империя — 10 ноября 2008, с. Тургень, Алматинская область, Казахстан) — советский и казахстанский зоолог (энтомолог), писатель, натуралист, доктор биологических наук (1950), профессор, член Союза писателей Казахстана, ветеран Великой Отечественной войны.

## Биография
Павел Иустинович Мариковский родился 28 июля 1912 года на станции Вяземская (ныне — город Вяземский Вяземского района Хабаровского края) в семье учителя Иустина Евменьевича Мариковского, уроженца Подольской губернии (ныне — территория трех областей Украины). И. Е. Мариковский был из большой крестьянской семьи, у него было 10 братьев и сестра. Работая учителем он часто переезжал с одного места на другое, во время пребывания на Дальнем Востоке у него и родился сын Павел. Позже семья перебралась на территорию современного Узбекистана, где И. Е. Мариковский и скончался в возрасте 74 лет.
С 17 лет стал работать лаборантом Дальневосточного НИИ защиты растений.
В 1936 году окончил Дальневосточный медицинский институт. Работал младшим научным сотрудником Хабаровской станции Иркутского противочумного института Сибири и Дальнего Востока.
С 1939 года работал в Узбекском НИИ эпидемиологии, микробиологии и санитарии Минздрава УзССР (Ташкент).
С 1941 по 1946 год служил в рядах Красной Армии. Участвовал в Великой Отечественной войне. В период войны с Японией в 1945 году занимал должность врача вирусной лаборатории 1-го Дальневосточного фронта, майор медицинской службы. Награждён орденом Красной Звезды.
После демобилизации работал в Институте зоологии КазССР. Исследователь муравьёв, описал новый для науки вид муравьёв-амазонок Polyergus nigerrimus.
В 1950 году, в возрасте 38 лет, получил учёное звание профессора.
Был участником большого количества научных экспедиций, в которые перестал выходить только за два года до своей кончины в возрасте 96 лет.
Увлекался рисованием и фотографированием живой природы, автор 400 полотен и огромного множества фотографий. Зарисовал 1500 древних наскальных рисунков, около 400 из них собственноручно выбил на плиточных камнях, создав таким образом первую в мире коллекцию копий наскальных изображений.
У П. И. Мариковского были дети, внуки и правнуки.
Последние годы П. И. Мариковский жил в одиночестве в маленьком домике в селе Тургень Алматинской области Казахстана, где и умер 10 ноября 2008 года.

## Мариковский о снежном человеке
П. И. Мариковский был твёрдо убеждён в существовании снежного человека, он даже утверждал, что сам лично видел его в районе Бектау-Ата в Прибалхашье, где также находил много его следов. По словам учёного, о присутствии йети в Казахстане свидетельствуют и наскальные рисунки, которых особенно много в центральной части страны. Он пересмотрел около 60 тысяч петроглифов и обнаружил 12 изображений снежного человека. По его мнению, на одном из них изображено, как это огромное существо похищает двух женщин. Мариковский считал, что снежный человек помимо прочего обладает прекрасным слухом и сильнейшими телепатическими способностями, что, в частности, помогает ему скрываться от людей, оставаться незамеченным. По его мнению, в мире остались лишь единичные особи йети, которые живут группами по 5—6 особей за тысячи километров одна от другой.
О снежном человеке П. И. Мариковский написал две книги: «Снежный человек: миф и действительность» (Алма-Ата, 1991) и «Трагедия дикого (снежного) человека» (Алма-Ата, 1992). После выхода в свет этих книг он был избран почетным президентом Московского общества по изучению дикого (снежного) человека.

## Основные труды
Опубликовал около 160 научных работ, более 50 научно-популярных и художественных произведений, таких как «Чёрная вдова», «Там, откуда ушли реки», «В Таласском Алатау», «Забытые острова», «Великий парламент инстинктов» и «В плену инстинктов».
- Мариковский П.И. Полезные птицы ДВК и их значение в сельском хозяйстве. — Хабаровск: Огиз-Дальгиз, ДВ краевая полиграфическая школа ФЗУ в Владивостоке, 1932.
- Мариковский П.И. Ядовитый паук кара-курт. — Алма-Ата: типография АН Каз ССР, 1947.
- Мариковский П.И. Ядовитые пауки тарантул и каракурт. — Алма-Ата: Издательство Академии наук Каз ССР, 1951.
- Мариковский П. И. Ядовитые паукообразные: каракурт, тарантул, скорпион. — Фрунзе: Изд-во Киргизского филиала АН СССР, 1954.
- Мариковский П. И. Тарантул и каракурт: Морфология, биология, ядовитость. — Фрунзе: Изд-во АН Киргизской ССР, 1956.
- Мариковский П. И. . Муравей-путешественник. — Москва: Детгиз, 1957. — 88 с. — 50 000 экз.
- Мариковский П. И. Мир шестиногих. — Новосибирск: Кн. изд-во, 1959.
- Мариковский П. И. Муравей-жнец. Рассказы энтомолога. — Алма-Ата: Казгослитиздат, 1959.
- Мариковский П. И. Бриодемус-музыкант. Рассказы энтомолога. — Томск, 1962.
- Мариковский П. И. Розовая долина. — Алма-Ата: Казгосиздат, 1962.
- Мариковский П. И. Целебный огонь. — Москва: Детгиз, 1963.
- Мариковский П. И. Загадки шестиногих. По реке Или. — Алма-Ата: Казгослитиздат, 1963.
- Мариковский П. И. Муравей-амазонка: Записки натуралиста. — Красноярск: Кн. изд-во, 1964. — 76 с.
- Мариковский П. И. Охота за насекомыми. — Алма-Ата: Казахстан, 1965.
- Мариковский П. И. Охота с фотоаппаратом. — Алма-Ата: Кайнар, 1965.
- Мариковский П. И. . Тайны мира насекомых. — Алма-Ата: Кайнар, 1966. — 164 с. — 145 000 экз.
- Мариковский П. И. Лунка серебристая. — Алма-Ата: Жазушы, 1967. — 64 с. — 100 000 экз.
- Мариковский П. И. . Маленькие труженики леса. — Красноярск: Красноярское книжное изд-во, 1969. — 168 с. — 65 000 экз.
- Мариковский П. И. Тайны мира насекомых. — Алма-Ата: Кайнар, 1969.
- Мариковский П. И. Юному энтомологу. — Москва: Детская литература, 1969.
- Мариковский П. И. Следы животных. — Москва: Лесная промышленность, 1970.
- Мариковский П. И. Мой веселый трубачик. Алма-Ата: — Кайнар, 1971.
- Мариковский П. И. Загадочное излучение. — Алма-Ата: Наука, 1972.
- Мариковский П. И. По Семиречью. — М.: Мысль, 1972. — 240 с. — (Рассказы о природе). — 65 000 экз.
- Мариковский П. И. На автомобиле в природу. — Алма-Ата: Кайнар, 1973.
- Мариковский П. И. . Маленькие труженики пустыни. — Алма-Ата: Наука (КазССР), 1974. — 158 с. — 15 000 экз.
- Мариковский П. И. . Друзья-насекомые. — Москва: Детская литература, 1974. — 96 с. — 75 000 экз.
- Мариковский П. И. Шагая по пустыне. — Алма-Ата: Казахстан, 1974.
- Мариковский П. И. В Таласском Алатау / Фотографии и копии с наскальных рисунков выполнены автором; Худож. М. Н. Сергеева. — М.: Мысль, 1975. — 184 с. — (Рассказы о природе). — 65 000 экз.
- Мариковский П. И. . Маленькие труженики гор. Очерки о жизни муравьёв горных лесов Тянь-Шаня. — Алма-Ата: Наука (КазССР), 1975. — 166 с. — 20 000 экз.
- Мариковский П. И. Биологический метод борьбы с сорняками в Казахстане. — Алма-Ата: Наука, 1976.
- Мариковский П. И. . Насекомые защищаются. — Москва: Наука, 1977. — 200 с. — 140 000 экз.
- Мариковский П. И. . Чем питаются насекомые. — Алма-Ата: Наука (КазССР), 1977. — 256 с. — 20 000 экз.
- Мариковский П. И. Жизнь насекомых. — Алма-Ата: Кайнар, 1978.
- Мариковский П. И. В пустынях Казахстана. — Москва: Мысль, 1978.
- Мариковский П. И. . Муравьи пустынь Семиречья. — Алма-Ата: Наука (КазССР), 1979. — 264 с. — 1350 экз.
- Мариковский П. И. . Юному энтомологу (2-е издание). — Москва: Детская литература, 1978. — 208 с. — 100 000 экз.
- Мариковский П. И. В горах Тянь-Шаня. — Алма-Ата: Казахстан, 1981. — 128 с. — 20 000 экз.
- Мариковский П. И. . Там, откуда ушли реки. — Москва: Мысль, 1982. — 152 с. — 120 000 экз.
- Мариковский П. И. В мире насекомых с фотоаппаратом. — Алма-Ата: Кайнар, 1983. — 136 с.
- Мариковский П. И. С магнитофоном в природу. — Алма-Ата: Наука, 1983.
- Мариковский П. И. Насекомые и цветы. — Алма-Ата: Кайнар, 1985.
- Мариковский П. И. Животные предсказывают землетрясения. — Алма-Ата: Наука, 1985. — 114 с.
- Мариковский П. И. . Насекомые вокруг нас. — Алма-Ата: Кайнар, 1986. — 288 с. — 30 000 экз.
- Мариковский П. И. . Два лика пустыни. — Москва: Детская литература, 1987. — 190 с. — 100 000 экз.
- Мариковский П. И. Памятные встречи. — Алма-Ата: Жалын, 1989.
- Мариковский П. И. . Черная вдова: Повесть о ядовитом пауке каракурте и других паукообразных. — Алма-Ата: Кайнар, 1990. — 191 с.
- Мариковский П. И. Забытые острова. — М.: Мысль, 1991.
- Мариковский П. И. Снежный человек: миф и действительность (сборник). Алма-Ата, 1991.
- Мариковский П. И. Трагедия Дикого («Снежного») человека. — Алма-Ата: Паритет, 1992.
- Мариковский П. И. Загадки остались. — М.: Армада-пресс, 2001.
- Мариковский П. И. Неожиданные встречи. — М.: Армада-пресс, 2001.
- Мариковский П. И. . Во власти инстинктов. — Алматы: Фонд «XXI век», 2001. — 348 с. — ISBN 9965-490-41-4.
- Мариковский П. И. . Во власти инстинктов. — Алматы: Yш Киян, 2003.
- Мариковский П. И. . Рисунки на скалах южных и центральных районов Казахстана. — Алматы, 2004. — 214 с. — ISBN 9965-25-416-8.
- Мариковский П. И. . Наши бисмаляшки: Сказки. — Алматы: Алматы, 2004.
- Мариковский П. И. Землетрясения и маленькие жители гор, его предсказатели. — 2-е изд., доп. — Алматы: Ценные бумаги, 2005.
- Мариковский П. И. . В стране каменных курганов и наскальных рисунков. — Алматы, 2005. — 272 с. — 1000 экз. — ISBN 9965-511-31-4.
- Мариковский П. И. . В мире насекомых. Кто они такие? Маленькие жители планеты?. — Алматы, 2006. — 272 с. — 500 экз. — ISBN 9965-511-31-4.
- Мариковский П. И. . Собрание сочинений. Том 1. Загадки раскрылись. — Алматы, 2007. — 324 с. — 500 экз. — ISBN 9965-21-243-0 T1.
- Мариковский П. И. . Собрание сочинений. Том 2. Муравьи кто они? — Алматы, 2007. — 392 с. — 500 экз. — ISBN 9965-21-244-9 T2.
- Мариковский П. И. Времена года (От весны до весны). — Алматы: Фортпресс, 2008.
- Мариковский П. И. . Удивительный мир насекомых (Занимательная энтомология). Том 1 / Отв. ред. проф. Казенас В. Л.. — Алматы, 2012. — 578 с.
- Мариковский П. И. . Занимательная энтомология. Том 2 / Отв. ред. проф. Казенас В. Л.. — Алматы, 2012. — 453 с.
- Мариковский П. И. Воспоминания натуралиста, зоолога, писателя. — Алматы, 2016.[7]

Под редакцией П. И. Мариковского вышли следующие сборники:
- Материалы по изучению насекомых Казахстана. (Сборник статей. Редакционная коллегия. П. И. Мариковский (отв. ред.). Алма-Ата, Издательство Академии наук КазССР, 1962.
- Материалы по изучению насекомых Казахстана. (Сборник статей. Редакционная коллегия . Под ред. П. И. Мариковского). Алма-Ата, Издательство Академии наук КазССР, 1963.
- Животный и растительный мир Алма-Атинского государственного заповедника. (Сборник статей). Под редакцией П. И. Мариковского и М. Д. Зверева. Алма-Ата, «Кайнар», 1970.
- Растительный и животный мир заповедников Казахстана. (Сборник статей). Под редакцией П. И. Мариковского и М. Д. Зверева. Алма-Ата, «Кайнар», 1973.

## Награды
- Орден Красной Звезды (25.09.1945)
- Орден Отечественной войны 2-й ст. (06.04.1985)
- Орден «Знак Почёта»
- медали
- Золотая медаль Всемирного географического общества[2].